# Municipio de Virginia (Illinois)
El municipio de Virginia (en inglés: Virginia Township) es un municipio ubicado en el condado de Cass en el estado estadounidense de Illinois. En el año 2010 tenía una población de 1827 habitantes y una densidad poblacional de 19,72 personas por km².

## Geografía
El municipio de Virginia se encuentra ubicado en las coordenadas 39°55′40″N 90°13′16″O / 39.92778, -90.22111. Según la Oficina del Censo de los Estados Unidos, el municipio tiene una superficie total de 92.67 km², de la cual 92,62 km² corresponden a tierra firme y (0,05 %) 0,05 km² es agua.

## Demografía
Según el censo de 2010, había 1827 personas residiendo en el municipio de Virginia. La densidad de población era de 19,72 hab./km². De los 1827 habitantes, el municipio de Virginia estaba compuesto por el 97,7 % blancos, el 0,49 % eran afroamericanos, el 0,27 % eran amerindios, el 0,22 % eran asiáticos, el 0,22 % eran de otras razas y el 1,09 % eran de una mezcla de razas. Del total de la población el 2,19 % eran hispanos o latinos de cualquier raza.